# Silver Rocket
Silver Rocket è un singolo del gruppo musicale statunitense Sonic Youth, pubblicato nel 1988 come estratto dall’album in studio Daydream Nation. Come tutti i brani di quell’album, la versione di Daydream Nation di “Silver Rocket” è stata registrata in studio, mentre tutte le edizioni del singolo vedono una versione dal vivo della canzone, con testo diverso e stampate in tiratura limitata da fanzine indipendenti. La versione in studio appare anche sul lato B del singolo precedente, “Teen Age Riot.” È stato pubblicato anche un video di “Silver Rocket,” che vede una versione ancora diverse dalle altre presenti nei singoli e nell’album.
Cantata dal chitarrista Thurston Moore, "Silver Rocket" ha un riff principale che mostra l’influenza del punk rock. Dopo circa 90 secondi dall’inizio della canzone, le chitarre vengono scordate e inizia un suono noise rock, prima della strofa finale e del coro.

## Tracce e formati
Tutte le versioni del singolo 7 pollici di “Silver Rocket” 7” vedono una versione dal vivo della canzone. Nella sua performance, Thurston Moore ha cambiato la seconda strofa della canzone per includere riferimenti ad altri musicisti e icone pop come J Mascis e Cher.

### Versione statunitense
La versione statunitense della versione 7 pollici di "Silver Rocket" 7” è stata pubblicata dall’etichetta casalinga della rivista Forced Exposure ed è stata resa disponibile solo agli abbonati della rivista. I due brani sul lato A sono stati registrati al Maxwell di Hoboken. Il lato B è una versione strumentale di “Eliminator, Jr.” con un altro titolo, registrata al CBGB di New York. La cover del singolo è stata disegnata dall’artista francese Paquito Bolino.
Lato A
1. "Silver Rocket”
2. “You Pose You Lose”

Lato B
1. "Non-Metal Dude Wearing Metal Tee”

Tutte e tre le tracce furono in seguito pubblicata nella raccolta dei Sonic Youth Rarities 2, resa disponibile attraverso il profilo Bandcamp del gruppo nel settembre 2020.

### Versione europea
Stampata in Spagna dalla Teenager From Outer Space Records, la versione europea del 7 pollici di “Silver Rocket” vede i Sonic Youth su un lato, mentre sull’altro due canzoni della band di Portland The Miracle Workers . Il singolo è stato reso disponibile solo sul numero doppio della rivista La Herencia De Los Munster con la copertina che doveva essere ritagliata e assemblata.
A-side
1. "Silver Rocket (Live)" (Sonic Youth)

B-side
1. "Slow Death" (The Miracle Workers)
2. "I Got a Right" (The Miracle Workers, cover degli Stooges)

## Accoglienza
Secondo Stewart Mason di AllMusic, la canzone inaugura "il primo ritornello veramente orecchiabile della storia della band", parangonandolo alla canzone dei Mudhoney "Touch Me I'm Sick." Rolling Stone l’ha classificata al numero 79 della sua "100 Greatest Guitar Songs of All Time". “Thurston Moore e Lee Ranaldo formano i Sonic Youth come un tempio alla chitarra elettrica, disprezzando i ruoli ritimici in favore di rumore e altro rumore." La rivista italiana Rumore l’ha messa al 183º posto nella sua classifica delle migliori canzoni di tutti i tempi. Inoltre il brano è stato posto al numero 33 nella lista delle “1000 canzoni necessarie” di Les Inrockuptibles.